# يروي لابيلي
يروي لابيلي (11 مارس 1991 بلييج في بلجيكا - ) هو لاعب كرة قدم بلجيكي في مركز الوسط. لعب مع بي إي سي زفوله وستاندارد لييج ونادي جينك وMVV Maastricht ‏.

## روابط خارجية
- يروي لابيلي على موقع قاعدة بيانات كرة القدم.إي يو (الإنجليزية)
- يروي لابيلي على موقع Soccerway.com (الإنجليزية)
- يروي لابيلي على موقع عالم كرة القدم.نت (الإنجليزية)